# Salicales
Salicales é uma ordem de plantas dicotiledóneas. No sistema de Cronquist (1981) é composta por uma única família:
- Salicaceae

No sistema APG II esta ordem não existe e as Salicaceae fazem parte da ordem Malpighiales.